# スノーボールアース
スノーボールアース（英: Snowball Earth）とは、地球全体が赤道付近も含め完全に氷床や海氷に覆われた状態である。スノーボールアース現象とも呼ばれ、日本語では雪球地球（せっきゅうちきゅう）、全球凍結（ぜんきゅうとうけつ）、全地球凍結（ぜんちきゅうとうけつ）と表記される場合もある。
地球はその誕生以来少なくとも3回、氷河時代と呼ばれる寒冷な気候に支配される時代があった。現在判明しているもっとも古い氷河時代は南アフリカで発見された約29億年前のポンゴラ氷河時代で、最も新しいものは現在も続いている「新生代後期氷河時代」である。最近約一万年は氷河時代の中で比較的温暖な間氷期とされる。ところが原生代初期のヒューロニアン氷河時代（約24億5000万年前 - 約22億年前）の最終期と、原生代末期のスターチアン氷河時代およびマリノアン氷河時代（約7億3000万年前 - 約6億3500万年前）に、地球表面全体が凍結するほどの激しい氷河時代が存在したという考え方が地球史の研究者の間で主流となりつつある。これをスノーボールアース仮説といい、1992年にカリフォルニア工科大学のジョセフ・カーシュヴィンク教授がアイデアとして専門誌に発表したのが発端である。その後1998年にハーバード大学のポール・F・ホフマン教授が南アフリカのナミビアでのキャップカーボネイト調査結果などをまとめて科学雑誌サイエンスに投稿し大きな反響を得た。
この仮説において注目するべき点は、それまで「ありえない」と考えられてきた「全球凍結」という壮絶な環境変動が実際に起こったらしいこと、それが原因となって原生生物の大量絶滅（大絶滅）とそれに続くカンブリア爆発と呼ばれる跳躍的な生物進化をもたらしたとされることであろう。たとえば酸素呼吸をする生物の誕生や、エディアカラ生物群と呼ばれる多細胞生物の出現などがスノーボールアース・イベントと密接に関わっていると考えられている。

## 歴史
この説が提案されるまでは、地球は形成直後のマグマオーシャンに覆われた灼熱の状態から徐々に冷えて、温暖な気候の時期と、寒冷な気候の時期、いわゆる氷河時代を経ながら現在に至ったもので、この間に地球全体が赤道に至るまで完全に凍結したことは、1度もなかったと考えられてきた。
その理由は、太陽光を熱源とする熱収支を考慮した結果に求められる。仮に地球全体が凍結したならば、地表はすべて白い氷雪で覆われてしまい、太陽光エネルギーの大半を宇宙空間へ反射してしまう（この状態をアルベドが高いという）ため、地表温度はさらに低下する（正のフィードバックが起こる）。その結果、地球史上で一度地球全体が凍結し白い氷雪で覆われれば、以後は太陽光で溶ける事はありえず、永遠にその状態から抜け出せないと考えられた。言い換えれば、地球全体が一旦凍結したならば、現在も凍結しているはずであるという仮説である。それゆえに、現在の地球が温暖な気候を持ち、液体の海をたたえていることが、そのまま、地球が凍りついたことが一度もないことを示す何よりの証拠であるとも言われた。
また地球生命が約38-40億年前の誕生以来ずっと継続していることが、全地球完全凍結というカタストロフィックな事態が起こらなかった証拠と考えられてきた。仮にこのようなことが起こったのであれば、生命がそれを生き延びたとは考えにくく、再び温暖になったときに生命も再び誕生したと考えるのが妥当とされていた。

## メカニズム

### 世界的な氷河期からの脱却
スノーボールアース仮説では、地球が完全に凍結したとしても再び温暖な環境を取り戻す過程を提示し、地球史上にスノーボールアース状態が存在する可能性を示した。凍結から脱する要素として火山活動に由来する二酸化炭素などの温室効果ガスの蓄積を挙げている。
現在の地球に見られるような液体の海は大気中の二酸化炭素を吸収するため、大気中の温暖化ガスの濃度はある程度に抑えられ温室効果による温度上昇も抑制される。しかし、全球凍結状態では海が凍り付いてしまうことから、二酸化炭素をほとんど吸収せず、火山から放出された二酸化炭素は海に吸収されることなく大気中に蓄積していく。このため、二酸化炭素の濃度は約2000年間かけて最終的に現在の400倍程度に達したとされる。その大きな温室効果が大気の温度を最大で 100 ℃ 近く上昇させ、結果として平均気温は 40 ℃ 程度となって氷床が溶けだし、全球凍結状態から脱却したと考えられている。
また生物についても、凍結しなかった深海底や火山周辺の地熱地帯や深部地下生物圏（en:deep biosphere）のような、一定の温度が保たれる場所で生きながらえてきたと考えられている。バクテリアの（遺伝子の変化を含む）環境適応性は非常に高く、生物学者のダグラス・アーウィンは、全球凍結した地球上に、1つがディナー皿程度の大きさの「オアシス」（ここでは火山などによる氷結しない温暖地を指す）が 1000 か所ほどあり、それぞれに 1000 ほどの単細胞個体がいれば、それまでの全ての生命種は十分に維持される、と主張している。

## 前提

### 地表温度を決める要因
地表は、主に昼に太陽光線が当たって温められる一方で、宇宙空間へ熱エネルギーを放射して冷える。地球の表面温度はこの太陽から受け取るエネルギーと宇宙空間へ放散されてゆくエネルギーのバランスで決まる。
太陽光の強さ
まずエネルギー源である太陽の明るさについて、太陽の進化モデルによると太陽の明るさは、太陽系が生まれた46億年前には現在の約70%しかなく、その後徐々に明るさを増してきている。太陽は現在でも約1億年で1%の割合で明るさを増し続けている。即ち地球の歴史をさかのぼるほど、現在よりも太陽から受けるエネルギーが少なかった。ただし、地球の気温は太陽の明るさだけで単純に決まることはなく、昔ほど気温が低かったのではない。太陽からのエネルギーが少なかった約38億年前においても地球上には液体の海が存在していた証拠があり、現在の地球大気の条件では太陽光が現状の90%に弱まると地球表面は凍結すると予想されていることと考え合わせると、温室効果など他の要因も地球環境に大きな影響を持っていることがわかる。
温室効果
メタンや二酸化炭素などのガスは、地球表面から宇宙へ放射される熱エネルギー量を減らし、結果として気温を上げる働きをする。これらを温室効果ガスと呼び、現在進行中の地球温暖化問題の原因として注目されている。現在の二酸化炭素濃度は0.04%（400ppm）程度で、それによる温室効果は33℃と考えられる。即ち現在の地表平均気温15℃に対し温室効果が全くない時の予想気温（有効温度）は－18℃とされている。地球誕生時には大気中に二酸化炭素が大量に（0.1気圧ないし10気圧相当）存在したとされており、また二酸化炭素より温室効果の高いメタンガスもヒューロニアン氷河時代以前の約30億年前の大気にはかなり存在していたと考えられている。初期の地球大気に存在していた大量の二酸化炭素は、のちに石灰岩や苦灰石などの炭酸塩岩として大量に地殻に固定されて減少し、また一部は石炭や石油などの化石燃料として大気から除かれてきた。炭酸塩岩や化石燃料に固定されている炭素をすべて解放すると90気圧に相当するが、この量は現在の金星の大気「二酸化炭素主体の90気圧」に匹敵する。
氷床のアルベド
白い氷床は太陽光の反射率（アルベド）が非常に高く、入射した太陽光のエネルギーがそのまま宇宙空間へ流出する。その結果、地表の一定以上の範囲が氷に覆われると寒冷化は急激に加速する。逆の場合も成立し、氷床が減ってゆくと相乗的に気温が上昇する（いずれも正のフィードバック）。
スノーボールアースの開始と終了の原因について、温室効果ガスの面からの検証がなされた。

### 温室効果ガスが変化する要因
初期の地球大気に含まれていたメタンは、シアノバクテリアの光合成による酸素が大気中に蓄積され始めた約25億年前ころに、酸化されて空気中から無くなった。
上記のように二酸化炭素は現在の大気中に存在する量（0.04%）の30万倍（90気圧相当）が地殻や地表に固定されているが、地質学的尺度でみると、長い時間をかけてプレートテクトニクスによって説明される大きな循環系を形成しており、大気中の二酸化炭素の量は1千万年以上の長い周期で増減している。
- 二酸化炭素は火山ガスにより大気中に供給される。
- 大気中の二酸化炭素は海に吸収され、そこでカルシウムやマグネシウムなどのイオンと結合して方解石（CaCO3）や苦灰石（CaMg(CO3)2）などの炭酸塩鉱物（カーボネート）を生成し、海底に堆積する。海水への金属イオンの供給は大陸の岩石の風化による。
- 生物の光合成によって二酸化炭素が有機物として固定化される。有機物は生物の死後腐敗作用によって再度二酸化炭素に戻るが、海底に埋まった死骸などは固定化する。
- 海底に堆積した炭酸塩鉱物や生物死骸は、プレートの移動によって数千万年後に海溝から地下へ沈み込む。
- 沈み込んだ炭酸塩鉱物や生物死骸は地下の高熱で分解して二酸化炭素に変化し、海溝近くの火山から火山ガスとして大気中に放出される。

これはほぼ数千万年を単位とするサイクルであるが、この循環系に大陸の要因が追加される。
- プレートの沈み込み帯での火山活動によって陸地が形成される。陸上に露出した岩石は海中にあるときに比べて風化の影響を強く受け、その結果海洋へより多くの金属イオンを供給する。大きな大陸が形成された場合は風化される岩石量が増えて金属イオンの供給が増え、結果的に二酸化炭素の固定化が促進される。大陸が赤道付近にある場合も高温による風化の促進で、二酸化炭素の固定が促進される。
- 海底に堆積した炭酸塩鉱物や生物死骸が付加体となって大陸に固定化されると、風化によって溶解されるまで約数億年間かかる。即ち上記の海低堆積岩に比べて非常に長い間二酸化炭素が固定されることになる。

（上記の循環プロセスは、参考資料『凍った地球』 p68-p74 より）

### 大陸の存在
誕生以来、地球の表面の大半は海に覆われ、長い間は大きな陸地が無かったとされている。ところが約27億年前に大規模な火山活動があり大陸が急激に成長した。この大陸が大量に供給した金属イオンによって二酸化炭素が炭酸塩鉱物として固定される様になり、大気中の濃度が大幅に低下し、温室効果が低下した地表は寒冷化して原生代初期のスノーボールアースが始まった。
また原生代後期のスノーボールアースにおいては、当時地表の陸地のほとんどが赤道近くに集まり超大陸ロディニアを形成し、そのころ陸地面積が大幅に増えたことが示唆されている。この結果岩石の侵食は増加し、イオン化したカルシウムやマグネシウムを大量に海へ供給した。
さらにロディニアが赤道付近に位置していたことにより、地球が寒冷化しやすい状態にあったという説もある。エネルギー収支の面から言えば、陸地は海よりも熱の反射率が高く、赤道近くに陸地が多いほど太陽エネルギー吸収の効率を下げる。また、化学的面からいえば、高緯度に陸地があった場合、それが氷に覆われると岩石の侵食が抑制され、金属イオンの海への供給が減少し、結果、炭酸塩鉱物として固定される二酸化炭素が減少して大気中の二酸化炭素が増加して寒冷化の進行を抑える。

## 推移（仮説）
1. 大量の二酸化炭素が地殻に固定され、大気中の二酸化炭素量が低下した。
2. 温室効果の減少により地球全体の寒冷化が始まり、極地から次第に氷床が発達していった。氷床が太陽光を反射したため一層の寒冷化を招いた。
3. 一度加速した寒冷化は止まらず、最終的に厚さ約3000mにも及ぶ氷床が全地球を覆い、スノーボールアースに至った。この状態は数億年 - 数千万年続いたとみられる。
4. 凍結しなかった深海底や火山周辺の地熱地帯では、わずかながら生命活動が維持されていた。凍結中も火山活動による二酸化炭素の供給は続けられており、大気中の二酸化炭素濃度が高まっていった。地表が凍結している間は岩石の風化も凍結状態だった。
5. 大気中の二酸化炭素濃度が一定比率に達すると気温が上昇し、一気に氷床の解凍が始まった。短く見積もった場合には数百年単位で極地以外の氷床が消滅して、気温は約40℃まで上昇したと推定されている。温暖化した気候の影響により大規模な嵐や台風が頻発するようになり、岩石の風化が促進され、大量の金属イオンが海に供給された。また長年堆積していた海の沈殿物が嵐により撹拌され、沈殿物が海の表層部に舞い上がった。
6. 大気中の高濃度の二酸化炭素は海中に溶け込み、一部は上記金属イオンと結合して大量の炭酸塩岩を海底に沈殿させた。
7. 海の表層部に舞い上がった大量の沈殿物や陸地から供給される栄養塩類が光合成単細胞生物に利用され、光合成を激しく促した。またスノーボールアース以前の光合成生物の酸素放出速度より遥かに速いスピードで酸素が放出されたため、大量の酸素が地球に蓄積していった。
8. スノーボールアース中に極低温により大量絶滅が起こっていた。スノーボールアースの終了後、生き残った生物の適応拡散が起こった。原生代初期のスノーボールアースでは、酸素呼吸をおこなう真核生物の繁栄がはじまった。原生代後期では一部の生物が海中の高濃度の酸素を利用し、細胞接着物質であるコラーゲンを産生することに成功。単細胞間の接合が促進され、多細胞生物が出現するようになった。

原生代後期のスノーボールアースが始まる前（10億年前）の生物界は単細胞生物が主体で、多細胞生物は小形の菌類などがようやく出現し始めた段階であった。しかしスノーボールアースが終了した原生代末のエディアカラ紀（6.2 - 5.5億年前）には、エディアカラ生物群と呼ばれる大形生物が出現している。大きなものでは長さ1mを超える生物化石がオーストラリア南部のエディアカラ丘陵から産出した。この突然の大形生物出現とスノーボールアースの関係について検討が行われている。なお生物の進化は加速し、その次のカンブリア紀にはバージェス頁岩化石に代表される多様な生物群が生まれた（カンブリア爆発）。

## 証拠
地球が氷結したことを示唆する地質学的証拠が多数確認されている。
- 南極以外の世界各地でこの時代の氷河堆積物が見つかっている。この中には古地磁気分析で当時赤道周辺であったと推定される場所も含まれる[15]。
- 氷河堆積物の直上に厚い炭酸塩岩層（キャップカーボネイト）が発見されることが多い。これは寒冷化終結と同時に二酸化炭素の固定化が開始したことを意味する。アフリカ南部のナミビアなどで発見された例では、炭酸塩岩が非常に急速に沈殿したことが判明している[16]。
- 縞状鉄鉱床の存在。縞状鉄鉱床は約20億年前の無酸素状態の海中に溶解していた鉄イオンが、シアノバクテリアなどの光合成による酸素と反応し、酸化鉄となって大量に沈殿した鉄鉱床。この種の鉱床の形成は酸素が十分に増えた19億年前に終了していた。しかしこの縞状鉄鉱床が世界各国の7億年前の氷河堆積物中から見つかった。当時の海洋が厚い氷床により大気と分断され生命活動も低下した結果、海水の酸素がなくなって20億年前の状態に戻ったことを示唆している[17]。
- 炭素同位体分析によると、この期間全地球的に生物による光合成がほとんど停止している[18]。